# ميغيل أنخيل مارتين (لاعب غولف)
ميغيل أنخيل مارتين (بالإسبانية: Miguel Ángel Martín)‏ هو لاعب غولف إسباني، ولد في 2 مايو 1962 في مدريد في إسبانيا.

## وصلات خارجية
- ميغيل أنخيل مارتين على موقع رابطة أوروبا للاعبي الغولف المحترفين (الإنجليزية)
- ميغيل أنخيل مارتين على موقع رابطة اليابان للاعبي الغولف المحترفين (الإنجليزية)
- ميغيل أنخيل مارتين على موقع التصنيف العالمي الرسمي للغولف (الإنجليزية)